# Complete Best (Céline Dion)
Complete Best è un greatest hits della cantante canadese Céline Dion, pubblicato il 27 febbraio 2008 in Giappone. L'album raggiunse il numero tre nella classifica Oricon Albums, fu certificato disco d'oro dalla RIAJ e nel 2008 vendette circa 173.100 copie in Giappone.

## Antefatti, contenuti e singoli
Complete Best è stato rilasciato pochi giorni prima dei concerti sold-out della Dion in Giappone, che facevano parte del Taking Chances World Tour. La compilation include To Love You More, originariamente pubblicato nell'ottobre 1995 e diventato il più grande successo di Céline Dion in Giappone, salito in cima alla classifica dei singoli e riamanendovi per quattro settimane, con un fatturato di 1,5 milioni di copie. L'album presenta anche altri due singoli in esclusiva per il Giappone: The Power of the Dream e Be the Man, oltre ad altri successi della cantante canadese.
Il nuovo singolo, A World to Believe In (U.S.A. Mix), è stato incluso come prima traccia della compilation. Registrato come un duetto anglo-giapponese con Yuna Ito, la canzone è stata pubblicata nel gennaio 2008, salendo all'ottava posizione della Oricon Singles Chart. Questa è stata la prima apparizione della Dion nella classifica da quando To Love You More (Dance Mixes) entrò in scena nell'aprile del 1999. Il duetto non è disponibile nell'ultimo album della Dion, Taking Chances, che contiene la versione originale della canzone.
Nell'ottobre 2008, un altro album di grandi successi fu pubblicato a livello internazionale, intitolato My Love: Essential Collection. Quest'ultima non uscì in Giappone a causa della recente pubblicazione di Complete Best. Tuttavia, le nuove canzoni inedite di My Love: Essential Collection sono state incluse nel CD del singolo A World to Believe In: Himiko Fantasia, distribuito in Giappone contemporaneamente.
Il 22 luglio 2009 l'album è stato ristampato in formato Blu-spec CD anche in Giappone.

## Successo commerciale
Complete Best debuttò al terzo posto della classifica Oricon Albums, vendendo 34.223 copie. Nella seconda settimana, l'album scese al numero sei vendendo 27.281 unità. La settimana seguente, subito dopo la tappa giapponese del Taking Chances World Tour, Complete Best salì in quarta posizione con vendite di 34.724 copie. Nella quarta settimana, l'album ri-scese alla sesta posizione e vendette altre 16.304 unità. Più tardi l'album scese alle posizioni numero dodici (11.040 copie) e sedici (7.956 copie). Durante queste sei settimane consecutive, Complete Best occupò la prima posizione della Oricon International Albums Chart. Poco dopo il rilascio, Complete Best fu certificato disco d'oro. L'album ha venduto 173.100 copie in Giappone nel 2008.

## Tracce
1. A World to Believe In (feat. Yuna Ito) (U.S.A. Mix) – 4:11 (Tino Izzo, Rosanna Ciciola, Natsumi Kobayashi)
2. My Heart Will Go On – 4:41 (James Horner, Will Jennings)
3. To Love You More (Radio Edit) – 4:49 (David Foster, Junior Miles)
4. The Power of Love (Radio Edit) – 4:46 (Gunther Mende, Candy DeRouge, Jennifer Rush, Mary Susan Applegate)
5. Beauty and the Beast (feat. Peabo Bryson) – 4:05 (Alan Menken, Howard Ashman)
6. Because You Loved Me – 4:35 (Diane Warren)
7. It's All Coming Back to Me Now (Radio Edit) – 5:32 (Jim Steinman)
8. Be the Man – 4:41 (Foster, Miles)
9. I'm Your Angel (feat. R. Kelly) – 5:31 (Kelly)
10. Where Does My Heart Beat Now – 4:35 (Robert White Johnson, Taylor Rhodes)
11. The Power of the Dream – 4:32 (Foster, Babyface, Linda Thompson)
12. When I Fall in Love (feat. Clive Griffin) – 4:23 (Edward Heyman, Victor Young)
13. That's the Way It Is – 4:04 (Max Martin, Kristian Lundin, Andreas Carlsson)
14. A New Day Has Come (Radio Remix) – 4:21 (Aldo Nova, Stephan Moccio)
15. I'm Alive – 3:32 (Lundin, Carlsson)
16. I Drove All Night – 4:02 (Billy Steinberg, Tom Kelly)
17. Taking Chances – 4:03 (Kara DioGuardi, Dave Stewart)

## Classifiche
| Classifiche             | Posizione massima |
| ----------------------- | ----------------- |
| Giappone                | 3                 |
| Giappone internazionale | 1                 |